# Kirchboot

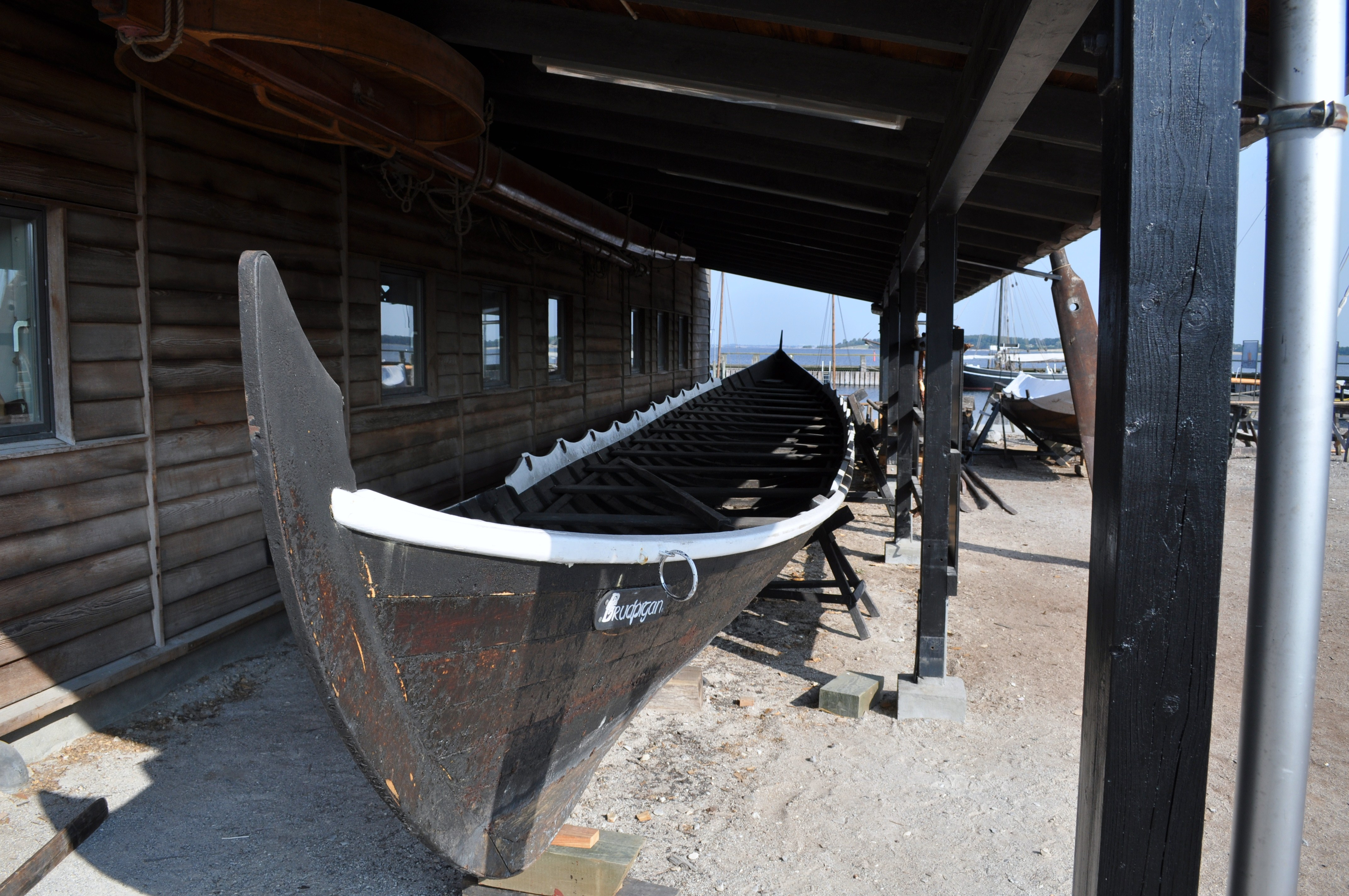
Kirchboot „Brudpiga från Siljan“ Länge 18 m, Breite 2,20 m mit 10 Ruderpaaren

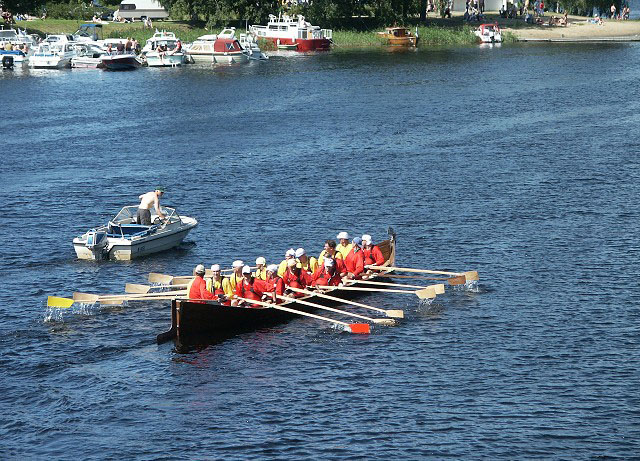
Finnisches Kirchboot

Ein Kirchboot ist ein spezielles, geklinkertes Holzruderboot, das von 14 Personen gerudert und von einem Steuermann oder einer Steuerfrau auf Kurs gehalten wird. Das Kirchboot stammt ursprünglich aus Finnland. Heutzutage werden Kirchboote im Freizeit- und Wettkampfsport genutzt.

## Geschichte
Zu Zeiten der Reformation (ca. 1640) wurden in Anlehnung an die legendären Langboote der Wikinger die ersten Kirchboote in Finnland gebaut. Die Kirche förderte den Bau und die Instandhaltung dieses Bootstyps, wodurch sich die Boote über ganz Finnland verbreiteten.  Sie dienten als Verbindung zwischen einzelnen Kirchengemeinden, da die Verkehrsverbindungen zwischen den Dörfern damals nur schlecht ausgebaut waren. In erster Linie wurde das Kirchboot für Fahrten zum sonntäglichen Kirchgang genutzt. Darüber hinaus wurden die Boote aber auch für Umzüge, Hochzeiten, Kindstaufen, Konfirmationen, Begräbnisse und andere Anlässe mit Personentransporten genutzt. Die Heimfahrten vom Gottesdienst wurden traditionell als Wettrudern zwischen den Gemeinden ausgetragen. Der Name „Kirchboot“ lässt sich aus der Förderung durch die Kirche zum Bau der Boote und aus der Nutzung durch die Dorfgemeinde für Fahrten zum Kirchgang ableiten. Die Kirchboote der damaligen Zeit hatten stattliche Abmessungen, die sich nach den individuellen Bedürfnissen des Dorfes richteten. So waren die größten bekannten Boote bis zu 40 Meter lang und 3 Meter breit. Sie wurden von 30 bis 40 Ruderpaaren gerudert. Auf einer Ruderbank fanden 8 Personen Platz, so dass ein Boot zwischen 120 und 150 Menschen aufnehmen konnte.

## Bauart
Die heutigen Kirchboote entsprechen einem auf den Wettkampfsport zugeschnittenen Bootstyp. Die Boote werden in traditioneller Klinkerbauweise mit einer Wanddicke von 9 bis 12 mm gebaut. Die Bootslänge beträgt 12 m, die Breite zwischen 1,80 und 1,95 Meter. Das Gewicht eines Kirchbootes beläuft sich auf 300 bis 350 kg. Ein Kirchboot bietet 14 paarweise sitzenden Ruderern und einem Steuermann Platz. Die Ruderriemen haben eine Länge von ca. 3,20 Meter, sind aus einem Stück Holz gedrechselt und wesentlich schmaler als die Ruderblätter der modernen Ruderboote. Neuere Kirchboote besitzen aber auch moderne Macon- oder Big Blade-Blattformen. Sie werden am Bootskörper auf nach vorne gekrümmte Metallstifte gesteckt und können während des Ruderns nicht gedreht werden; in Deutschland gibt es aber auch fünf Kirchboote mit konventionellen Riemendollen, die das Auf- und Abdrehen der Ruderblätter ermöglichen. In älteren Kirchbooten saßen die Ruderer auf festen Bänken, später kamen so genannte „Rutschkissen“ zum Einsatz, mit denen die Ruderer auf den Bänken vor und zurück rutschen konnten. Die heutigen Kirchboote wurden meist mit Rollsitzen nachgerüstet oder besitzen von vornherein Rollschienen mit Rollsitzen.
Trotz seiner Länge ist ein Kirchboot wendig und schnell. Ein eingespieltes Ruderteam beschleunigt es kurzfristig auf ca. 20 km/h. Dauergeschwindigkeiten von 12 bis 16 km/h sind in Abhängigkeit von Mannschaft sowie Wind- und Wasserverhältnissen gut möglich. Kirchboote sind aufgrund ihrer Rumpfform sehr seetüchtig, Quer- und Längswellen bedeuten keinerlei Probleme.

## Kirchbootrennen
In den 1980er Jahren besann man sich in dem kleinen Kirchdorf Sulkava erneut auf den Bau von Kirchbooten, um damit die 1968 ins Leben gerufene Ruderregatta „Sulkavan Suursoudut“ attraktiver zu machen. Die Rennen werden auf der Saimaa-Seenplatte ausgetragen und gehen über eine Distanz von 60 km. Die Teilnehmerzahlen der größten Finnischen Regatta sind beachtlich, zu Spitzenzeiten hat die Regatta mehr als 10000 Teilnehmer (Jahr 2003).

## Kirchboote in Deutschland
In aller Regel werden die Boote aus Finnland neu oder gebraucht nach Deutschland gebracht. 2015 waren in Deutschland 15 Kirchboote im Besitz von Rudervereinen oder Ruderverbänden, welche die Boote für Wander- und Freizeitfahrten nutzen. Es gibt auch in Deutschland vereinzelte Wettkampfveranstaltungen mit Kirchbooten, wie zum Beispiel die Kirchbootregatta in Speyer.